# ジウ川
ジウ川（ルーマニア語: Jiu、ルーマニア語発音: [ʒiw]）は、ルーマニア南部の川。ペトロシャニ付近で支流のジウル・デ・ヴェスト川とジウル・デ・エスト川が合流し生まれる。ダキア人はこの川をラボン川 (Rhabon) とも呼んだ。
フネドアラ県、ゴルジュ県、ドルジュ県を南に流れ、ブルガリアのオリャホヴォ市の数km上流でドナウ川に合流する。全長339 km、流域面積は1万80平方 km。
上流から順にペトロシャニ（ジウル・デ・エスト川）、ルペニ（ジウル・デ・ヴェスト川）、ブンベシュティ＝ジウ (Bumbești-Jiu) 、トゥルグ・ジウ、トゥルチェニ (Turceni) 、フィリアシ、クラヨーヴァなどの町々を通る。ペトロシャニやルペニ周辺の上流部は、ルーマニアの主要な炭鉱地帯である。
ドナウ川との合流点付近にオークとポプラの森林、草地、湖沼、河床、砂洲、砂丘、沼地などが多く、一帯はウズラクイナ、オジロワシ、シュバシコウ、イシチドリなどの営巣地で、タカブシギ、ニシハイイロペリカン、ヘラサギ、ブロンズトキなどの渡りにとっても重要な場所である。2013年にラムサール条約登録地となった。

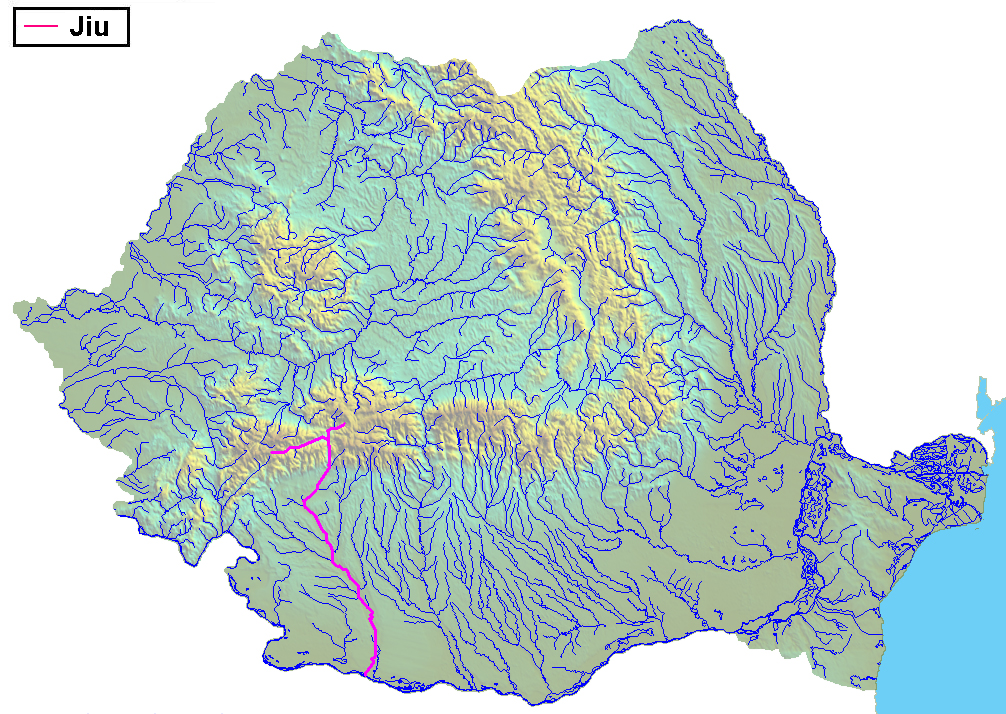
ジウ川（桃）の流路図